# Michael Trevino
Michael Trevino, född 25 januari 1985, är en amerikansk skådespelare. Han är mest känd för sin roll som Tyler Lockwood i TV-serierna The Vampire Diaries och The Originals.
Trevino har gästspelat i serien  90210 i säsong två.